# Munich Re

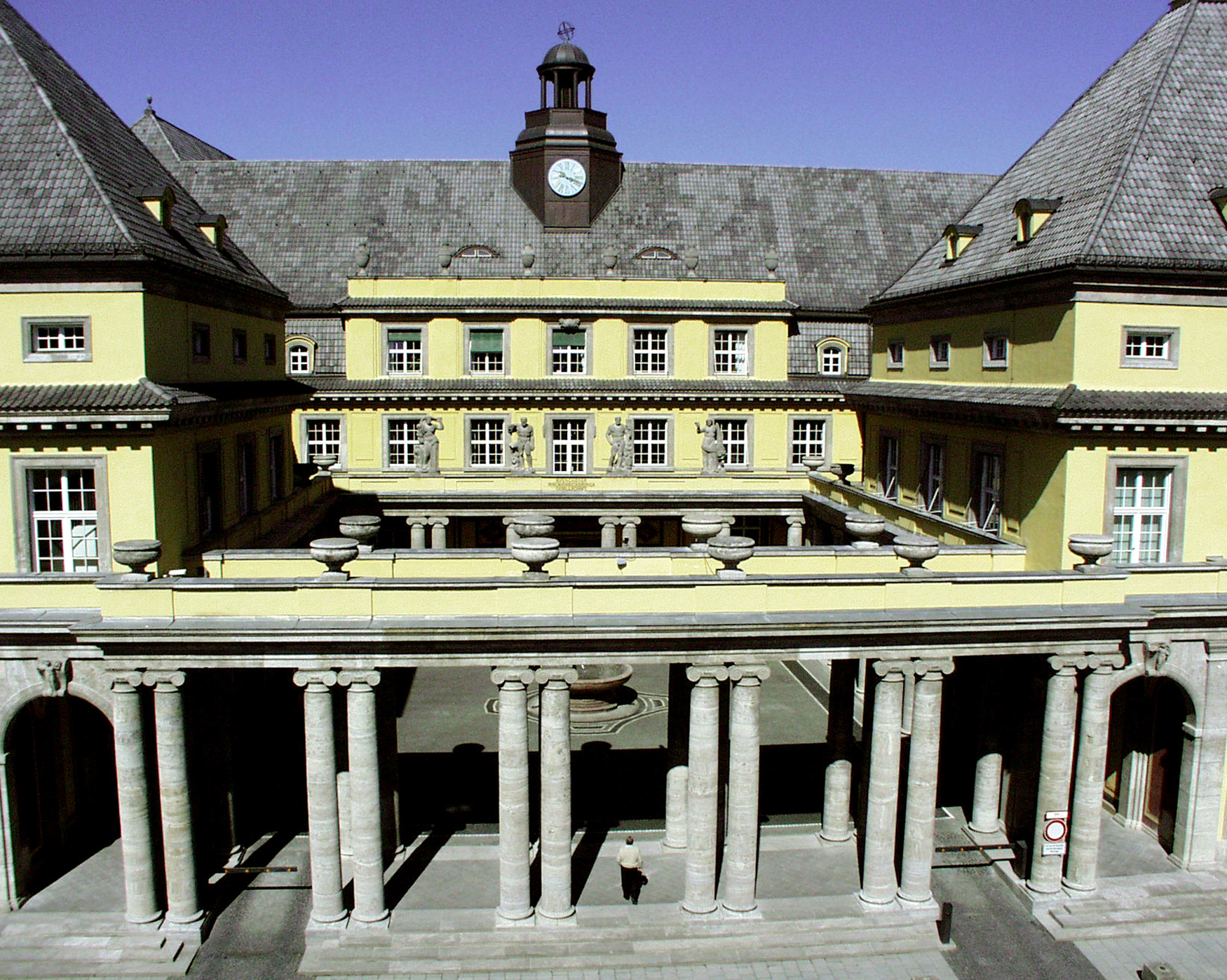

Munich Re (aussi Münchener Rück) est un réassureur allemand implanté à Munich et l’un des principaux réassureurs mondiaux. Munich Re compte aussi une filiale, ERGO, qui concentre ses activités sur l’assurance directe.
Les actions de la société sont cotées sur toutes les places boursières allemandes de même que sur le système de transaction électronique Xetra. Ce sont des actions sans valeur nominale. Munich Re fait entre autres partie du DAX de la bourse de Francfort ainsi que du Dow Jones Euro Stoxx 50.
Les capitaux propres de la société atteignent 23,0 milliards d’euros, le chiffre d’affaires annuel consolidé (primes brutes émises) s’est établi à 45,5 milliards d’€ et le solde créditeur consolidé, à 2,430 milliards d’€ (tous les chiffres se rapportent à l’exercice 2009).

## Histoire
Carl von Thieme, qui était originaire de Erfurt et dont le père était directeur de la Thuringia, a fondé la Münchener Rückversicherungs-Gesellschaft en 1880 avec le concours de Wilhelm von Finck (associé de la Banque Merck Finck & Co) et Theodor von Cramer-Klett.
Lorsque la compagnie Münchener Rückversicherung ou Munich Re fut fondée en 1880, elle était l'une des premières compagnies de réassurance indépendante. Depuis ce temps, les réassureurs ont agi en tant que risk manager (en) (gestion du risque), assumant une part des risques souscrits par les assureurs. De sorte que, dans la chaine de valeur de l'assurance, assureur et réassureur sont deux maillons complémentaires.
Peu après sa création, le groupe a développé ses activités en dehors de Munich. En 1886, on assiste aux premières implantations en Europe, suivi d'une filiale aux États-Unis en 1899.
En 1890 a suivi la fondation de l’Allianz-Versicherungs-Aktiengesellschaft qui travaille en collaboration avec Munich Re et avec laquelle existe, depuis le début, une participation croisée, qui est toutefois aujourd’hui de moindre importance. Carl von Thieme a dirigé Munich Re jusqu’en 1921, Wilhelm von Finck a été Président du Conseil de Surveillance jusqu’en 1924. Munich Re a acquis sa renommée à la suite du tremblement de terre de San Francisco survenu en 1906. Il était alors le seul assureur encore solvable après le règlement de tous les dommages.
En 2007, Munich Re acquiert Sterling Life Insurance à Aon pour 352 millions de dollars.

## Vue d’ensemble du Groupe
À côté des opérations de réassurance, le Groupe exploite aussi les affaires d’assurance directe à travers le groupe ERGO et, depuis 1999, la gestion d’actifs via la MEAG (MUNICH ERGO Asset management GmbH). En 2010, les recettes de primes brutes du Groupe s’élevaient à quelque 45,5 milliards d’€.

## Réassurance
Munich Re compte quelque 4 000 clients (assureurs) répartis dans environ 150 pays. Il prend en charge une part du risque supporté par ces assureurs et offre à ces derniers un service de conseil global pour les opérations d’assurance directe. En dehors de son siège de Munich, Munich Re dispose de plus de 50 antennes à l’étranger. La réassurance porte essentiellement sur les affaires Vie, Santé, Responsabilité civile, Accidents, Automobile, Transport/Aviation/Risques spatiaux et Assurances techniques. En 2010, les recettes de primes brutes dans le secteur de la réassurance s’élevaient à quelque 23,6 milliards d’euros.

## Assurance directe: groupe ERGO
Le groupe d’assurance ERGO est le principal fournisseur d’assurances de Munich Re et offre toutes les formes d’assurance Vie et Santé ainsi que la plupart des garanties Dommages et Accidents. ERGO est représenté, hors d’Allemagne, dans le monde entier dans plus de 30 pays et est responsable d'environ 40 millions de clients. Font, entre autres, partie du groupe ERGO les filiales du secteur de l’assurance, telles que D.A.S., DKV, Europäische Reise AG et le prestataire informatique ITERGO.
ERGO a réalisé en 2009 un encaissement de primes brut de 17,5 milliards d’euros. Il est le deuxième grand groupe d’assurance directe en Allemagne derrière Allianz AG.

## Gestion d’actifs
Fondée en 1999, la MEAG – MUNICH ERGO AssetManagement GmbH s’occupe de la gestion et de l’augmentation des actifs de placement de Munich Re et d’ERGO et offre des produits de placement à des tiers. Leur but est de gérer et d'accroître les investissements de Munich Re et ERGO et des tiers. Il gère actuellement pour les investisseurs institutionnels et privés dans et en dehors de Munich Re et ERGO autour de 207 milliards d’euros (au 31 décembre 2010).

## Capital détenu par (situation en février 2010)
•	Berkshire Hathaway Inc. (10,2 %) 
•	BlackRock, Munich (6,2 %) 
La part du flottant représente 90 % et la société compte environ 140 000 actionnaires (février 2011).
Structure de l’actionnariat :
•	Investisseurs institutionnels (70,4 %) 
•	Investisseurs privés (10,6 %) 
•	Sociétés d’investissement (7,3 %) 
•	Assurances (1,2 %) 
•	Banques (0,3 %) 
Les actionnaires sont issus principalement d’Amérique du Nord (30,6 %), d’Allemagne (28,9 %), du reste de l’Europe (27,2 %), et de Grande-Bretagne (12,7 %).

## Chiffres consolidés (selon IFRS)
Principaux chiffres clés Munich Re
| Année                             | 2005   | 2006   | 2007   | 2008   | 2009   | 2010   |
| --------------------------------- | ------ | ------ | ------ | ------ | ------ | ------ |
| Primes brutes émises (Md€)        | 38,2   | 37,4   | 37,3   | 37,8   | 41,4   | 45,5   |
| Résultat opérationnel (M€)        | 4 156  | 5 877  | 5 573  | 3 384  | 4 721  | 3 978  |
| Impôts sur les bénéfices (M€)     | 1 014  | 1 648  | 801    | 1 372  | 1 264  | 692    |
| Résultat consolidé (M€)           | 2 751  | 3 519  | 3 923  | 1 579  | 2 564  | 2 430  |
| Placements (Md€)                  | 177,2  | 176,9  | 176,2  | 174,9  | 182,2  | 193,1  |
| Provisions techniques (Md€)       | 154,0  | 153,9  | 152,4  | 157,2  | 163,9  | 171,1  |
| Fonds propres (Md€)               | 24,3   | 26,3   | 25,3   | 21,1   | 22,3   | 23,0   |
| Rentabilité des fonds propres (%) | 12,5   | 14,1   | 15,3   | 7,0    | 11,8   | 10,4   |
| Effectif au 31 décembre           | 37 953 | 37 210 | 38 634 | 44 209 | 47 249 | 46 915 |